# エレン・ホール
エレン・ホール（Ellen Hall, 1922年4月18日 - 1999年3月24日 / 1923年 - 1999年説あり）は、アメリカ合衆国の女優である。墓碑銘に記された本名はエレン・レンジャー（Ellen Langer）である。

## 人物・来歴
1922年（大正11年）4月18日、カリフォルニア州ロサンゼルス市に生まれる。生年に関しては、墓碑銘によれば1923年（大正12年）である。父は俳優のエモリー・ジョンソン、母は女優のエラ・ホール、母方の祖母は女優のメイ・ホール、3歳上の兄はのちに俳優となるリチャード・エモリー。
1930年（昭和5年）、ユニバーサル・ピクチャーズ製作、ルイス・マイルストン監督の『西部戦線異状なし』に子役として出演したのが、もっとも古い映画への出演記録である。1931年（昭和6年）には、Precedent に出演し、ニューヨークのプロヴィンスタウン・プレイハウスの舞台に立っている。
1941年（昭和16年）から本格的に映画出演を始め、特にモノグラム・ピクチャーズ、リパブリック・ピクチャーズといったポヴァティ・ロウの中篇映画では、主役に近い役柄を得たが、パラマウント映画やワーナー・ブラザースといったメジャー映画会社の作品では、まったくの大部屋女優であった。第二次世界大戦後の1950年（昭和25年）には、連続テレビ映画『シスコ・キッド』にも出演した。
1970年代には、モーション・ピクチャー・アンド・テレヴィジョン・カントリー・ハウス・アンド・ホスピタルの代表を務めている。
1999年（平成11年）3月24日、ネブラスカ州サーピィ郡ベルビューで死去した。満76歳没。カリフォルニア州ロサンゼルス郡グレンデールにあるフォレスト・ローン・メモリアル・パークに母エラとともに眠る。

## フィルモグラフィ
すべて出演作である。
- 『西部戦線異状なし』 All Quiet on the Western Front : 監督ルイス・マイルストン、1930年 - ノンクレジット出演・役 Young Girl
- The Chocolate Soldier : 監督ロイ・デル・ルース、1941年 - ノンクレジット出演・役 Autograph Seeker
- Outlaws of Stampede Pass : 監督ウォーレス・フォックス、1943年 - 出演・役 Mary Lewis
- Raiders of the Border : 監督ジョン・P・マッカーシー、1944年 - 出演・役 Bonita Bayne
- 『ダニー・ケイの新兵さん』 Up in Arms : 監督エリオット・ニュージェント、1944年 - ノンクレジット出演・役 Goldwyn Girl
- Voodoo Man : 監督ウィリアム・ボーディン、1944年 - 出演・役 Mrs. Evelyn Marlowe
- Lumberjack : 監督レスリー・セランダー、1944年 - 出演・役 Julie Peters Jordan
- Range Law : 監督ランバート・ヒルヤー、1944年 - 出演・役 Lucille Gray
- Call of the Rockies : 監督レスリー・セランダー、1944年 - 出演・役 Marjorie Malloy
- Brand of the Devil : 監督ハリー・L・フレイザー、1944年 - 出演・役 Molly Dawson
- Here Come the Waves : 監督マーク・サンドリッチ、1944年 - ノンクレジット出演・役 Johnny Cabot Fan
- 『ハネムーン騒動』 Having Wonderful Crime : 監督A・エドワード・サザーランド、1945年 - ノンクレジット出演・役 Bathing Beauty
- 『ダニー・ケイの天国と地獄』 Wonder Man : 監督H・ブルース・ハンバーストン、1945年 - ノンクレジット出演・役 Goldwyn Girl
- 『婿探し千万弗』 Cinderella Jones : 監督バスビー・バークレー、1946年 - ノンクレジット出演・役 Junior Leaguer
- Thunder Town : 監督ハリー・L・フレイザー、1946年 - 出演・役 Betty Morgan
- Lawless Code : 監督オリヴァー・ドレイク、1949年 - 出演・役 Rita Caldwell
- 『シスコ・キッド』 The Cisco Kid : テレビ映画、1950年 - 1951年
  - Newspaper Crusader : 監督アルバート・ハーマン、1950年 - 出演・役 Elaine Jarrett
  - Performance Bond : 監督アルバート・ハーマン、1951年 - 出演・役 Elaine
  - Freight Line Feud : 監督アルバート・ハーマン、1951年 - 出演・役 Elaine
- The Congregation : 監督ウィリアム・ボーディン、1952年

## 関連事項
- プロヴィンスタウン・プレイハウス （en:Provincetown Playhouse）
- モノグラム・ピクチャーズ （en:Monogram Pictures）
- モーション・ピクチャー・アンド・テレヴィジョン・カントリー・ハウス・アンド・ホスピタル （en:Motion Picture & Television Country House and Hospital）
- ベルビュー (ネブラスカ州)

## 註
1. 1 2 3 4 5 6 7 8  Ellen Hall, Internet Movie Database （英語）, 2010年6月25日閲覧。
2. 1 2 3 4 5  墓碑銘には「1923-1999」とある。Ellen Hall, Find A Grave （英語）, 2010年6月25日閲覧。
3. ↑  Richard Emory - IMDb（英語）, 2010年6月25日閲覧。
4. ↑  Ellen Hall, Internet Broadway Database （英語）, 2010年6月25日閲覧。
5. ↑  Ellen Hall, allmovie （英語）, 2010年6月25日閲覧。